# Maununsaari (ö i Lappland)
Maununsaari är en ö i Finland. Den ligger i sjön Luusuanjärvi och i kommunen Kemijärvi i den ekonomiska regionen  Östra Lapplands ekonomiska region  och landskapet Lappland, i den norra delen av landet, 700 km norr om huvudstaden Helsingfors. Öns area är omkring 200 kvadratmeter och dess största längd är 20 meter i sydöst-nordvästlig riktning.